# Sara Petersen
Sara Petersen (9 de abril de 1987) é uma velocista dinamarquesa, especialista nos 400m com barreiras, medalhista olímpica.

## Carreira
Sara Petersen competiu na Rio 2016, conquistando a medalha de prata nos 400m com barreiras.